# Ковиловий ботанічний заказник
Ковиловий — ботанічний заказник місцевого значення в Україні. Знаходиться на північ від с. Колядинець. Оголошено територією ПЗФ 04.08.2006. Площа заказника 3,9 га. Охороняється лучно-степова ділянка, де зростають рідкісні рослини, занесені до ЧКУ (ковила волосиста, ковила пірчаста, брандушка різнокольорова), велика кількість цінних видів лікарських рослин та рідкісних, занесених до обласного Червоного списку (горицвіт весняний, волошка сумська, півники угорські, анемона лісова та ін.). 